# Prinz Gyula

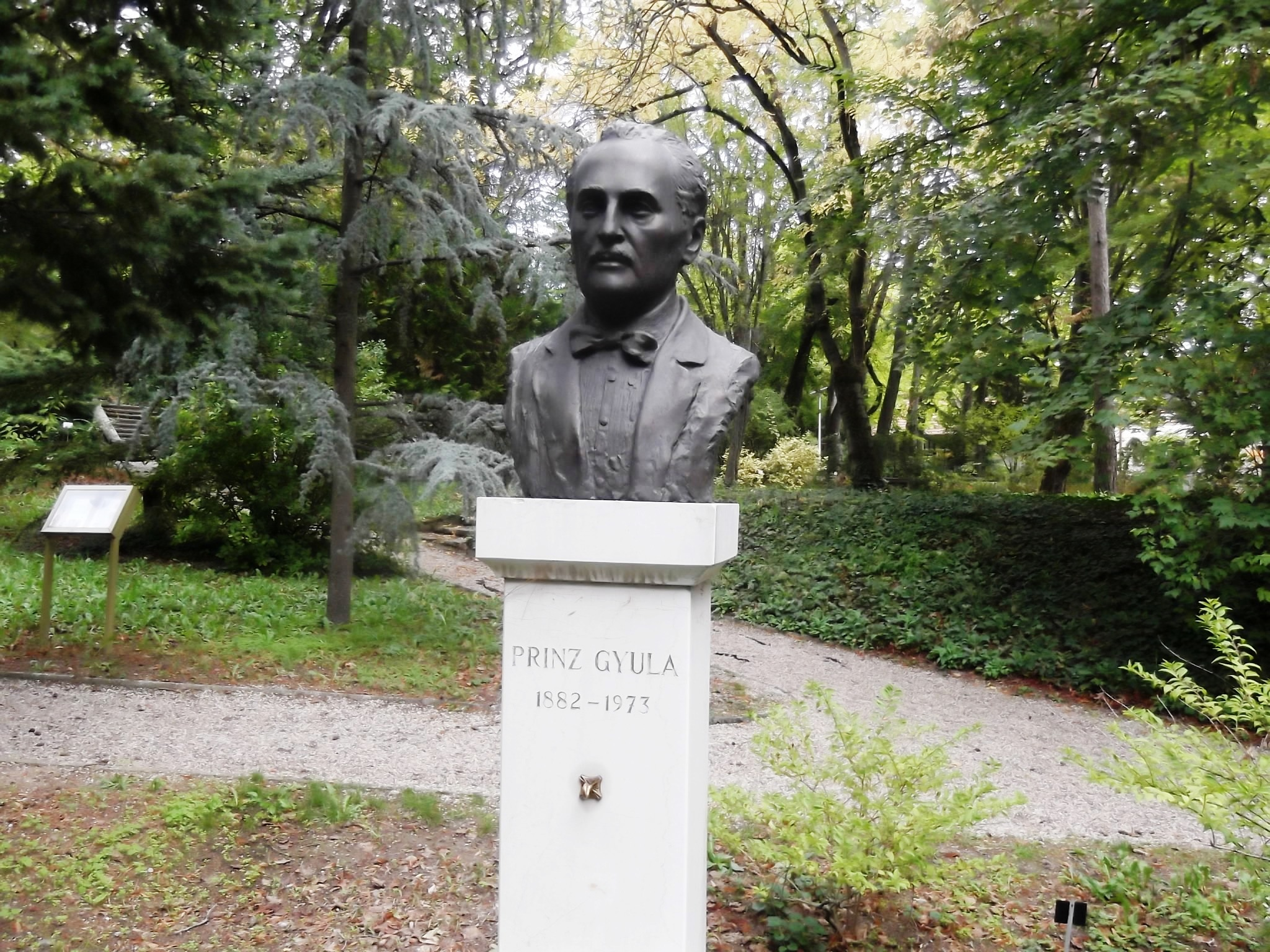
Prinz Gyula szobra. Pécsi Tudományegyetem Pécs, Ifjúság útja 6.

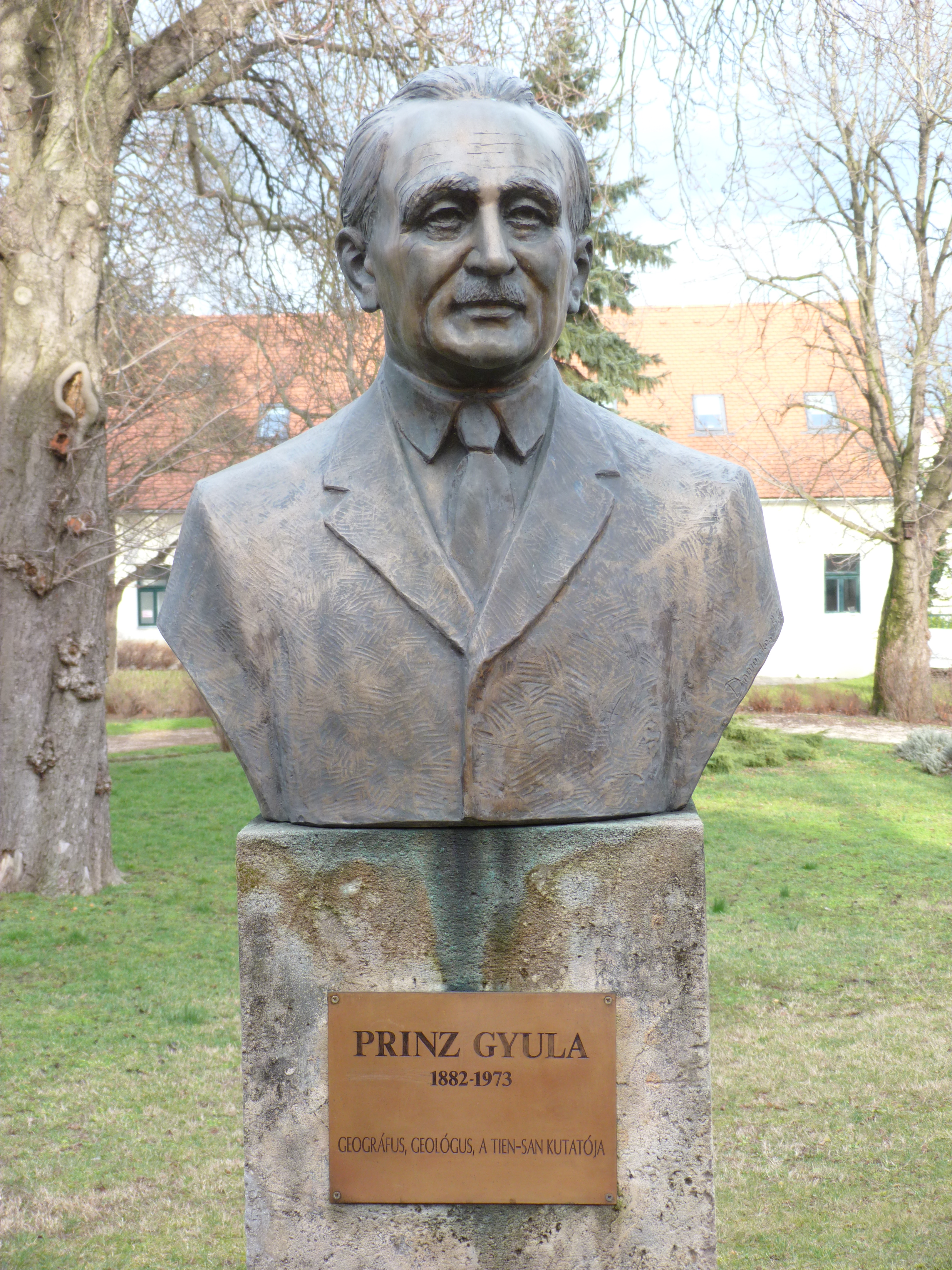
Prinz Gyula szobra, Földrajzi Múzeum, Érd. 2016.

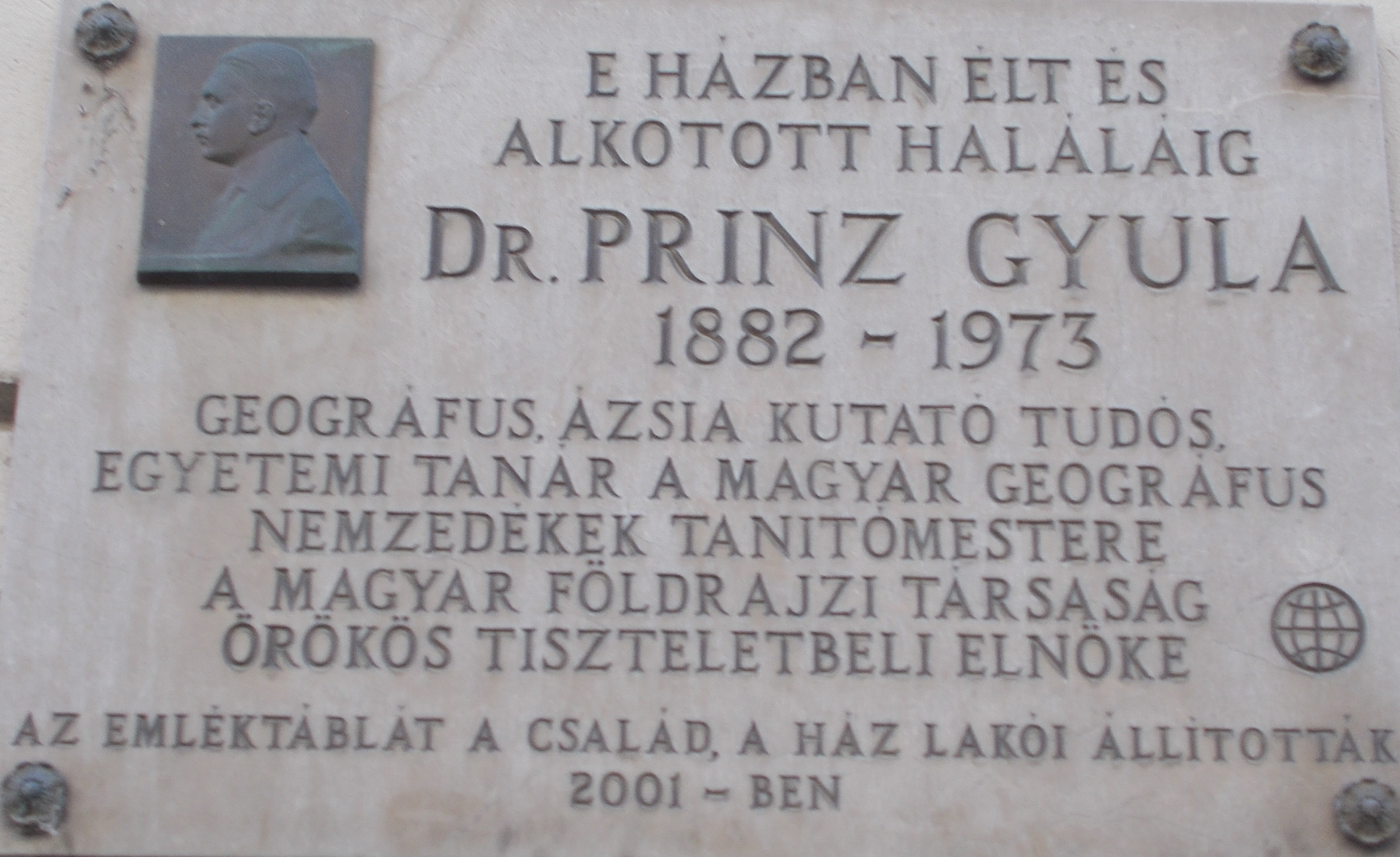
Eklektikus stílusú lakóház. Épült: 1898. Tervező: Schumy Rezső. Építtető: Schumy Rezső. Juhász és Mayer építészek tervei alapján bővítve 1931-ben. Itt élt és alkotott Prinz Gyula geográfus, Ázsia-kutató. Műemlék. Azonosító: 19459. Magyarország, Budapest, I. kerület, Krisztinaváros, Pauler utca. 10.

Prinz Gyula (Rábamolnári (ma: Püspökmolnári), 1882. január 11. – Budapest, 1973. december 31.)  geológus, geográfus, néprajzkutató. Pályája csúcsán sikeres tudós volt, de a második világháború után háttérbe szorították.

## Élete
Prinz József vasutas, állomásfőnök és a nemesi származású síkabonyi Angyal Franciska harmadik gyermekeként látta meg a napvilágot a rábamolnári vasútállomás épületében.  Középiskolai tanulmányait Nagykanizsán kezdte, ahol többször megbukott latinból, számtanból, földrajzból (!) sőt anyanyelvéből, németből is. Budapesten érettségizett, ahol már több elismerésben részesült.
1900-ban Eötvös Loránd tanácsára iratkozott be a Budapesti Tudományegyetemre, első mesterei Lóczy Lajos és Koch Antal geológusprofesszorok voltak. Egyetemi tanulmányait Breslauban (ma: Wrocław) fejezte be, és 1903-ban ott lett tanársegéd. A következő évben doktorált. Almásy György 1906-ban meghívta közép-ázsiai expedíciójára. A kutatóúton tanulmányozta és feltérképezte a Tien-san hegység vonulatait, s a magashegységek geomorfológiájának kialakulásával kapcsolatban több vitatott kérdésre adott máig érvényes válaszokat. Az egyik vonulatnak ő adta a Lóczy-hegy nevet, egy másik sziklacsúcsot pedig Cholnokyról nevezett el. Második kutatóútján, 1909-ben részletesen feltárta a Tien-sant, s elkészítette a pleisztocén eljegesedés 1:2 000 000 arányú átnézeti térképét. Expedícióinak eredményéről Utazásaim Belső-Ázsiában és Ázsia szívében című munkáiban számolt be.

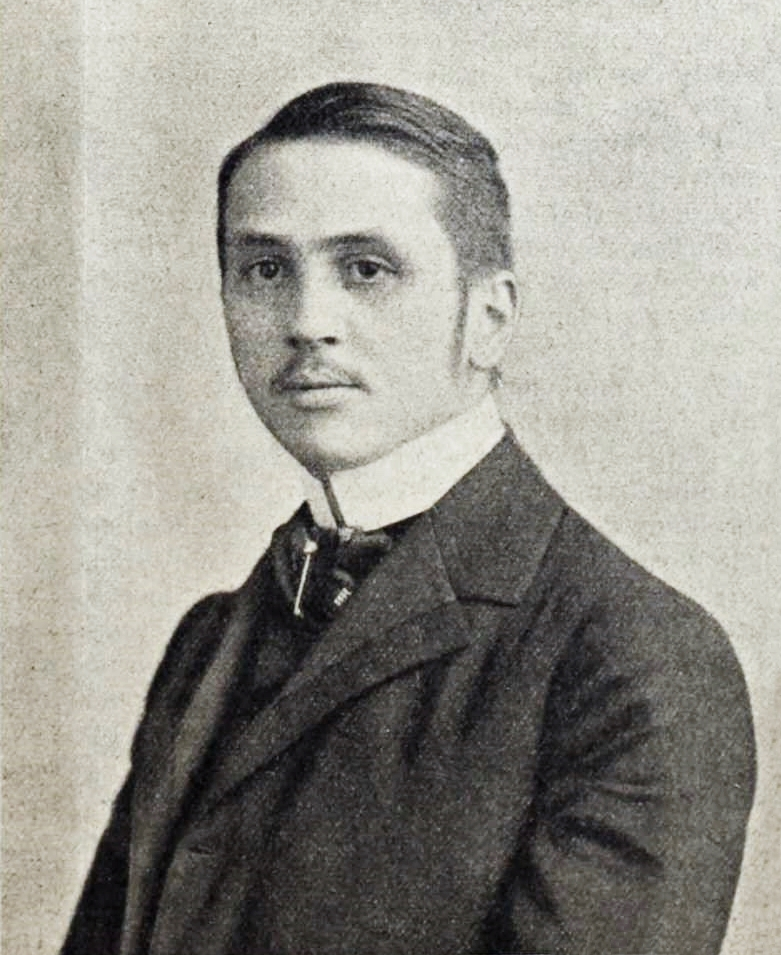
Prinz Gyula fiatalkori képe (1903)

Az 1910-es években izlandi, skóciai és több más tanulmányúton vett részt szerte Európában. Bár az újonnan alakult tucumani egyetem geológiai tanszékét is felajánlották számára, azt elutasítva szülőhazájában maradt. A Budapesti Tudományegyetem föld- és őslénytani intézetében 1908-tól  1912-ig a leíró földtan magántanára, majd 1918-ig az Erzsébet Tanárképző Főiskola tanára volt. 1918-tól az Erzsébet Tudományegyetem földrajzi tanszékének tanára, először Pozsonyban, 1921-től Pesten, végül 1923-tól 1940-ig Pécsett. Itteni működéséhez köthető legnagyobb hatású munkájának, a Tisia-elméletnek a kimunkálása (1926), mely azóta is kiindulópontja minden, a Kárpát-medence kialakulásáról szóló elméletnek. Ugyanakkor oktatói, közéleti tevékenysége mellett vezető szerepet is betöltött, az egyetem rektora volt az 1935/36-os tanévben. 1940 és 1945 között a Ferenc József Tudományegyetem, a kolozsvári egyetem földrajzi intézetét vezette. Ezután nyugdíjba vonulásáig, 1957 a Szegedi Tudományegyetem tanszékvezető professzora volt.
1935-től az MTA levelező tagja. 1936-ban a Magyar Érdemrend középkeresztjét nyerte el. 1939-ben Lóczy Lajos-emlékéremmel tüntették ki. Akadémiai tagságát 1949-ben felfüggesztették, s csak 1989-ben rehabilitálták. 1950-ben József Attila-emlékérmet kapott, 1954-ben pedig Munka Érdemrendet. 1952-től a földrajztudomány kandidátusa, 1955-től doktora. A Magyar Földrajzi Társaságnak 1904-től tagja, 1920 és 1922 között alelnöke, 1923-tól 1924-ig a főtitkára, 1952-től örökös tiszteletbeli elnöke volt.

## Munkássága, értékelése

### Politikai értékelése
Prinz Gyula megbecsültsége az első díjaktól, kitüntetésektől, tudományos elismerésektől kezdve töretlennek látszik, egészen a második világháború végéig. Az ötvenes évek elején főleg Markos György részéről hangzottak el – a teljes elvetésig menő – éles bírálatok Prinz Gyula „gazdaságföldrajzi” munkásságával szemben: „Vannak olyan aggályoskodók, akik téves elméleti alapokból kiindulva attól félnek, hogy kiöntjük a fürdővízzel a gyereket is. Nekem az a véleményem, hogy ezt a gyereket [t.i.: Prinz Gyulát] csak öntsük ki nyugodtan.” Az elutasításnak nyilvánvaló jele, hogy az 50-es évek elején „egy hallgatói csoport átdolgozta a Prinz által írt egyetemi jegyzetet. A kollégiumban ezek a hallgatók (még történészként) éppen Krajkót kérték meg arra, hogy Sztálin és Lenin-idézeteket fűzzön ehhez az átdolgozott jegyzethez. Krajkó Gyula eleget tett a kérésnek…”
Egyik első méltatója, Szabó Pál Zoltán szerint a „modern geográfia szelleme a leghatározottabban és a legvilágosabban és legelőször Prinz Gyula munkáiban mutatkozik meg.”  A tárgyilagosságnak és visszafogottságnak oka lehetett, hogy az írás még Prinz Gyula életében született, de már az aktív tudományos életből való visszavonulása után.
A későbbi értékelések alaphangját Prinz Gyula halála után Somogyi Sándor adta meg. Ebben a tekintetben kettős törekvés vezérelte. Egyrészt kifejezésre juttatta a sztálini kultúrpolitika iránti óvatos kritikáját: Másrészt nem mulasztotta el kijelölni Prinz Gyula helyét a „politikai palettán”. Téziseit a későbbi megemlékezők szinte szó szerint átvették.
A sort Krajkó Gyula törte meg azzal, hogy „dialektikus” viszonyt kívánt kialakítani Prinz Gyula munkásságával. „…Nem mehetünk el észrevétlenül azon tény mellett sem, hogy Prinz Gyula, bár alkotásaival újabb fejezetet nyitott a hazai geográfia történetében, de szemlélete számos olyan ellentmondást is tartalmazott, amely az 50-es évek során heves viták középpontjává vált, és részben ez, részben pedig előrehaladott kora nehezítette meg, hogy eredményei az akkor kialakuló marxista geográfia alkotórészeivé váljanak.” A frazeológia változott, a megközelítés azonban ugyanaz maradt.
A szempontrendszer – úgy tűnhetett első pillantásra – a rendszerváltás után megváltozott: a szakmai kritériumok kerültek előtérbe. Ugyanakkor – szakmai körökön kívülről – visszaköszönnek korábbi, ideologikus megközelítések is: „Az ötvenes évek elejétől éles bírálatok hangzottak el munkásságával szemben. Egyes földrajztudósok szerint a korábbi gazdaságföldrajzi eredmények „aggodalom nélkül elvethetők”, mert a marxista geográfia ebből semmit sem tud hasznosítani.” Ugyanakkor más szélsőségektől is igyekeznek elhatárolni: „Izig-vérig haladó szellemű, liberális gondolkodású tudós volt, szavát, tekintélyét latba vetette a mellőzöttek ügyében. A fajgyűlölet idején a végsőkig maga mellett tartotta üldözött munkatársait, tanítványait. Professzorsága idején – mint Szabó Pál Zoltán írja – „a pécsi egyetem földrajzi intézete valóságos menedéke volt az üldözött baloldali elemeknek. Nála találtak menedéket olyan nagy tudósok, mint Lambrecht Kálmán, Fejérváry Géza és Vadász Elemér.”

### Szakmai értékelése
Prinz Gyula tudományos tevékenységére – mint Marosi Sándor megállapította – a „tematikai sokrétűség, komplex szemlélet, széles látókör, oksági kapcsolatkeresés, alaposság volt a jellemző… Prinz geológusból nem csupán egyre inkább geomorfológus-geológussá vált, hanem már belső-ázsiai útján foglalkoztatták néprajzi kérdések, a lakosság életformái, ezeknek a földrajzi környezettel való kapcsolata.” Ugyanakkor a geomorfológus Prinz a települések geográfiai vizsgálatában, Budapest földrajza c. kötetében a morfológiai ismérveket helyezte előtérbe, de ezzel is a hazai településföldrajzi irodalom alapjait teremtette meg. Közigazgatásföldrajzi munkáiban is építhetett természettudományi ismereteire, szemléletére. Új színekkel is gazdagította a Prinz-képet Hajdú Zoltán megközelítése: „Prinz politikai földrajzi felfogásának és munkásságának sarkköve, hogy mindenkor vállalta nemzeti elkötelezettségét, a nemzeti célok szolgálatát, de mindig tartózkodott a politikai szélsőségektől és a megalapozatlan politikai minősítésektől… Prinz antropológiai szemlélete sok tekintetben szembefordulást jelentett a kor fajelméleti és antiszemita megközelítéseivel. Már az 1930-as években sem a „korszellemnek megfelelően” elemezte a magyarországi zsidóság helyzetét. Az 1940-es években még inkább feltűnt szélsőségektől mentes álláspontja… A német Közép-Európa fogalom olyan német hatalmi-politikai törekvéseket jelentett Prinz számára, amelyekkel nemcsak, hogy nem kívánt azonosulni, de nagyon sokszor tudatosan visszautasította őket.” Jakucs László nem megy ilyen messzire. Ő csak „jelzőcserét” alkalmaz: szerinte Prinz Gyula „ízig vérig elkötelezett, liberális gondolkodású és modern szellemű tudós volt”
A kivételt ismét Krajkó Gyula jelenti. A személyesség hangján szólva láttatja Prinz Gyulát. „Idősebb korában nagyon megkeseredett ember benyomását keltette, ami érthető, hiszen nem vette jó néven, hogy nagyon sok sértésen ment keresztül. A földrajzban korábban is voltak viták, de az ötvenes években ezek mindig személyes sértésbe torkolltak. Néhányszor Markos, de sokszor mások is személyesen és durván megsértették.” Saját korábbi szerepét Prinz Gyula „cenzúrázásában” azonban egészen másképp látja: „… akkor is elítélte és rendkívül furcsának tartotta, hogy harmadik éves hallgatók átdolgozzák a professzoruk jegyzetét.” Tudományos vélekedését is „revideálta”. Szerinte Prinz Gyulával és iskolájával szemben „a Markos által indított iskola elhanyagolta és alábecsülte a természetföldrajzi tényezők szerepét.” Prinz Gyula politikai állásfoglalásának, a Rákosi-rendszerrel szembeni ellenzékiségének jelentőségét kívánta talán kisebbíteni az alábbi kijelentéssel: „…Az ötvenes évek előírásait már nem tudta átvenni, a miniszteri rendszabályokat megkerülve oktatott. Papír nélkül, mindent szabadon adott elő. A tematikát, amit előírtak számára, azt félretette. … A hégeli dialektikát betéve ismerte…” Igyekezett bebizonyítani Prinz Gyula „együttműködését” a szovjet rendszerrel.
Az 1920-as években nagyon fontos geológiai elméletet alkotott, a „kaptafa-elméletet”, amely a Tisia nevű ősi kéregdarab szilárdságával magyarázta a Kárpátok kiemelkedését. Az elmélet az 1950-es évektől háttérbe szorult, amikor a lemeztektonika modern elképzelései kialakultak, de mára már világossá vált, hogy Tisia mikrokontinens fontos szerepet játszott a Kárpát-medence kialakulásában.

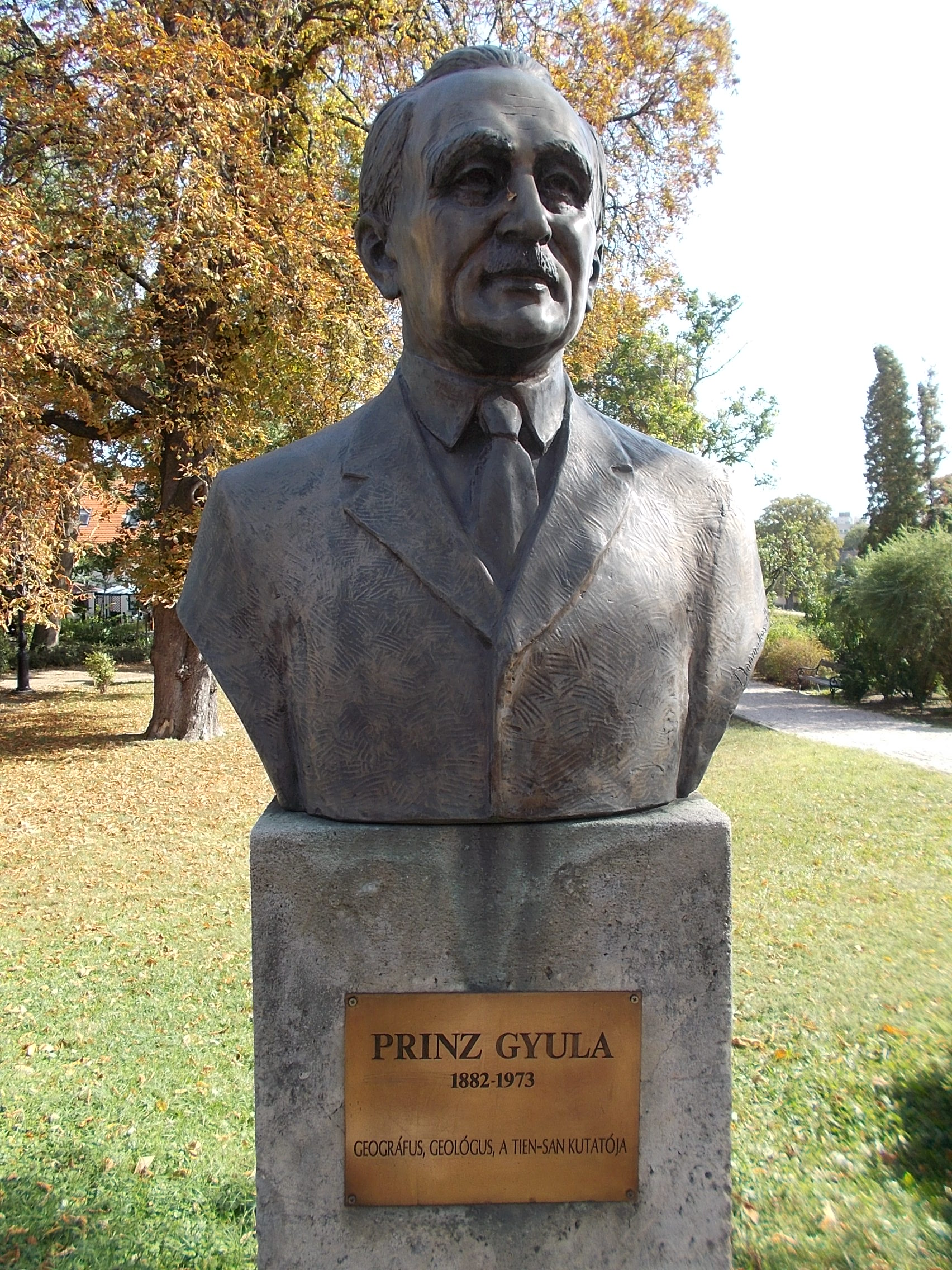
Prinz Gyula szobra Érden (1993)

## Művei
- Az északkeleti Bakony idősb jurakoru rétegeinek faunája (1906)
- Die Nautiliden in der unteren Jura-Periode (1906)
- Új adatok a Frechiella-nem ismeretéhez (1906)
- Utazásaim Belső-Ázsiában (1911)
- Budapest földrajza (1914)
- Magyarország földrajza (1914, 1926, 1936–1938, 1942)
- Európa természeti földrajza (1922)
- Európa városai (1923)
- Hat világrész földrajza (1943)

## Emlékezete
Születésének 100. évfordulója alkalmából - halála után alig néhány évvel - emléktábla került szülőházára a püspökmolnári vasútállomáson , a faluban pedig Prinz-park létesült faragott emlékoszloppal.  2005-ben Püspökmolnári általános iskolája felvette Prinz Gyula nevét, 2006-ban pedig egy kő emlékmű került az iskola elé bronz emléktáblával, amely Kiss Kovácsné Tóth Emőke alkotása. 
1993-ban Érden, a Földrajzi Múzeum közelében, a Budai utcában szobrot állítottak Prinz Gyula tiszteletére, a szobor alkotója Domonkos Béla. Az 1999 óta a pécsi Janus Pannonius Tudomány Egyetemen található bronz mellszobra Trischler Ferenc alkotása. 2001-ben Budapest I. kerületében Krisztinavárosban, a Pauler utca 10. szám alatt helyeztek el emléktáblát, itt élt és alkotott haláláig.

## Róla elnevezett taxonok
- Zetoceras prinzi (Vadász, 1908). Kora jura Phylloceratina-faj.
- "Hammatoceras" prinzi Géczy, 1966. Középső jura ammoniteszfaj.
- Phylloceras doderleinianum prinzi Géczy, 1967. Kora jura Phylloceratina-alfaj.
- Catacoeloceras prinzi Géczy, 1967. Kora jura ammoniteszfaj.